# همایون شجریان
همایون شجریان (زادهٔ ۳۱ اردیبهشت ۱۳۵۴) خواننده، آهنگساز و نوازندهٔ موسیقی سنتی ایرانی و موسیقی تلفیقی است. او فرزند محمدرضا شجریان، موسیقی‌دان و خوانندهٔ موسیقی سنتی ایرانی است. او مدیر شرکت فرهنگی هنری دل‌آواز نیز می‌باشد.

## زندگی
همایون شجریان در ۳۱ اردیبهشت ۱۳۵۴ در تهران در خانواده‌ای اهل موسیقی متولد شد. وی فرزند محمدرضا شجریان و برادر کوچک مژگان شجریان است. او در سال ۱۳۷۵ با گیتا خوانساری ازدواج کرد که حاصل این ازدواج فرزندی به نام یاسمین است.
شجریان در مصاحبه‌ای با عادل فردوسی‌پور در سال ۱۴۰۲ رابطه عاشقانه‌اش با سحر دولتشاهی را تأیید کرد.

## فعالیت هنری
همایون از کودکی به موسیقی علاقه‌مند بود. تا آنکه با راهنمایی پدرش برای فراگیری تکنیک و شناخت ریتم زیر نظر ناصر فرهنگ‌فر آموزش دید. او همچنین مدتی آموختن موسیقی را زیر نظر جمشید محبی ادامه داد. او به همراه خواهرش آواز را از پدرشان آموختند. در همان زمان به هنرستان موسیقی رفت و کمانچه را به عنوان ساز تخصصی خود انتخاب کرد. همایون در خارج از هنرستان نیز ساز مورد نظرش را زیر نظر اردشیر کامکار فراگرفت و با تار و سنتور هم به صورت گوشی آشنا شد.
او از سال ۱۳۷۰ محمدرضا شجریان را در کنسرت‌های آمریکا، اروپا و ایران (با تنبک) همراهی کرد و از ۱۳۷۸ به بعد در صحنهٔ کنسرت‌ها به هم‌خوانی با پدرش مشغول شد. اولین اثر با حضور او یاد ایام نام دارد که در آن همایون تنبک‌نوازی را بر عهده داشت. همایون شجریان کنسرت‌های بسیاری را با چهره‌های شناخته‌شدهٔ موسیقی ایرانی اجرا کرده و آثار زیادی را به همراه آنان در ایران و جهان منتشر کرده است که از آن‌ها می‌توان به آلبوم کنسرت‌های «بی تو بسر نمی‌شود» و «فریاد» اشاره کرد. هر دوی این آلبوم‌ها در سال‌های ۲۰۰۳ و ۲۰۰۵ نامزد دریافت جایزه گرمی شدند.
همایون شجریان به آهنگسازی برای سایر خوانندگان نیز مشغول بوده است؛ از جمله، تصنیف «دل سِتان» با مطلع «ای کاروان آهسته ران» را برای «علیرضا افتخاری» در آلبوم «قصهٔ شمع» آهنگسازی کرده است.

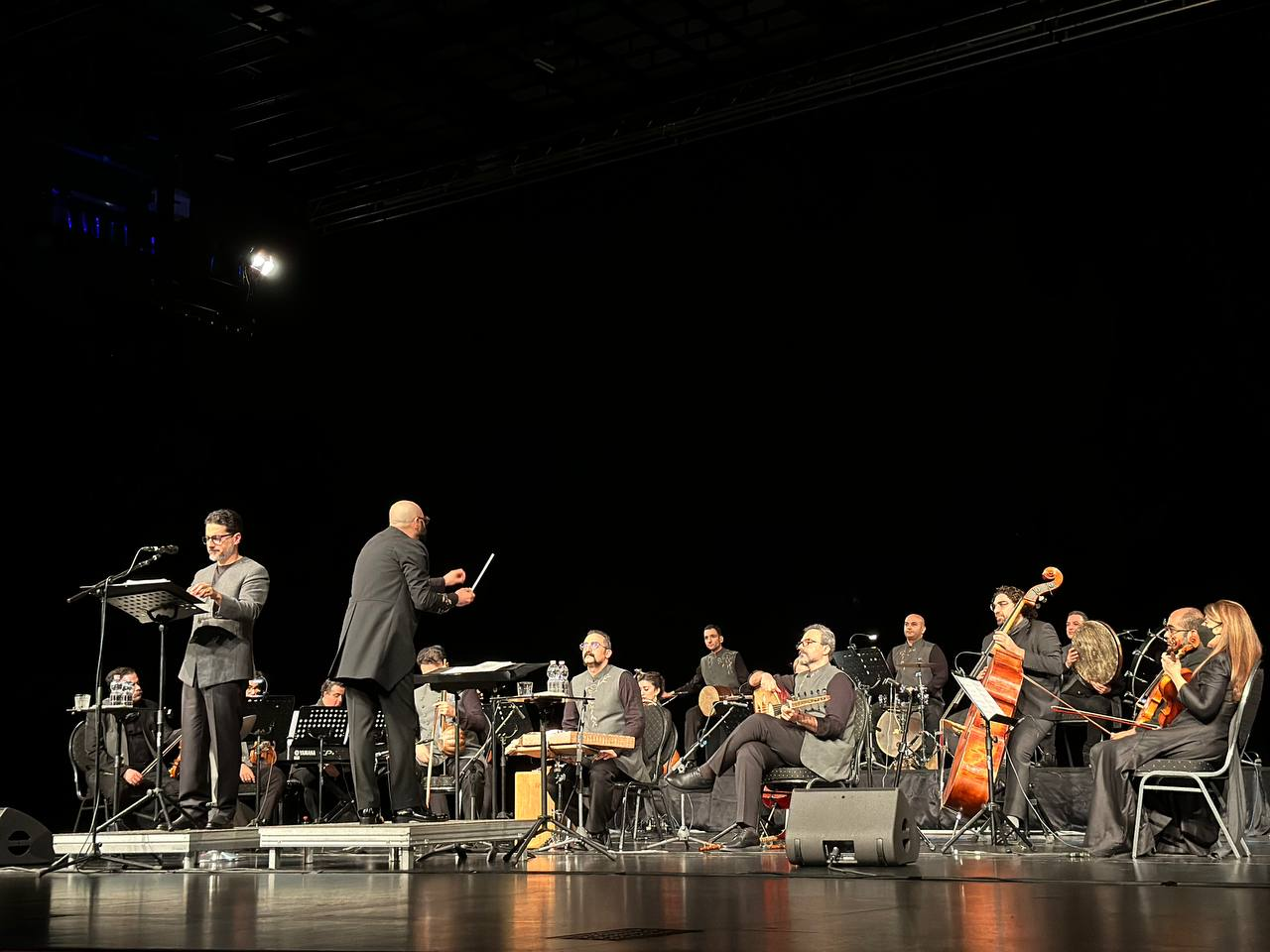
همایون شجریان در وین، اکتبر ۲۰۲۳

اولین آلبوم همایون شجریان که به تنهایی خوانندگی آن را بر عهده داشت، «نسیم وصل» نام دارد. آهنگ‌سازی این آلبوم را محمدجواد ضرابیان بر عهده داشت و در سال ۱۳۸۲ منتشر شد. این سرآغازی بود بر اجرای کنسرت‌ها و آلبوم‌های مستقل او. وی پس از آن، در سال ۱۳۸۳ دو آلبوم شوق دوست و ناشکیبا و در سال ۱۳۸۴ نقش خیال را به آهنگ‌سازی علی قمصری منتشر و روانه بازار عرضه کرد که با استقبال فراوانی روبه‌رو شد. پس از آن در مهرماه ۱۳۸۵ آلبوم با ستاره‌ها را که حاصل همکاری او با محمدجواد ضرابیان است، به بازار عرضه کرد. در سال ۱۳۸۷ دو آلبوم قیژک کولی و خورشید آرزو را با همکاری گروه دستان منتشر کرد. او آب، نان، آواز را به آهنگسازی علی قمصری در سال ۱۳۸۸ و آلبوم شب جدایی را در سال ۱۳۸۹ منتشر کرد. همایون در سال ۱۳۹۰ آلبوم شوق‌نامه و ای جان جان بی من مرو را عرضه کرد. آلبوم شوق‌نامه به نوعی بازیابی تصانیف منسوب به عبدالقادر مراغه‌ای به حساب می‌آید که حاصل تلاش چهار ساله گروهی به سرپرستی محمدرضا درویشی است.
البته همایون شجریان تا سال ۱۳۸۸ پدرش را در اجراها همراهی می‌کرد. این دو مدت زمانی عضو گروه آوا بودند و در این دوران دو آلبوم غوغای عشق‌بازان و کنسرت محمدرضا شجریان و گروه آوا اجرا و به بازار عرضه شدند.
ترانه «وطن» بر اساس شعری با همین نام از سیاوش کسرایی از کارهایی بود که همایون شجریان چندی قبل از خرداد ۱۳۸۸ منتشر کرد.
در اسفند ۱۳۹۷ گواهینامه درجه یک هنری (معادل مدرک تحصیلی دکتری) در رشته «آواز» توسط وزارت ارشاد به همایون شجریان اعطاء شد.

## جوایز و افتخارات
- تندیس بهترین قطعهٔ موسیقی سنتی در بخش کارشناسی برای قطعهٔ «رودابه و زال» از اولین جشن موسیقی ما[۱۶]
- برندهٔ بخش مردمی اولین جشن موسیقی ما برای قطعهٔ «رودابه و زال» (کنسرت سیمرغ)[۱۶]
- جایزه باربد بهترین آلبوم سال ۱۳۹۴ از جشنواره موسیقی فجر برای آلبوم نه فرشته ام نه شیطان[۱۷]
- گواهینامه درجه یک هنری از شورای ارزشیابی هنرمندان، نویسندگان و شاعران کشور در رشتهٔ «آواز»[۱۸]
- همایون شجریان برای خوانندگی در فیلم «آرایش غلیظ» اولین جایزه حرفه‌ای خود را از پانزدهمین جشن حافظ کسب کرد.[۱۹]

## حواشی
حضور همایون شجریان و علیرضا قربانی در مرکز تجاری ایران‌مال حواشی بسیاری را رقم زد. او برای گرفتن چند عکس برای تبلیغات مربوط به آلبوم مشترکش با علیرضا قربانی (افسانه چشم‌هایت) به محل کتابخانه ایران‌مال رفته بود که این حضور منجر به انتقادهای شدیدی شد. منتقدان به شبهه‌ناک بودن منابع مالی ایران‌مال اشاره کرده و از شجریان برای حضورش توضیح خواسته بودند. در همین راستا شجریان و قربانی در بیانیه‌هایی مجزا به این واکنش‌ها اعتراض کردند و شبهه‌دار بودن منابع مالی برای ساخت این مجتمع عظیم تجاری را بی‌ارتباط با گرفتن چند عکس دانستند. شجریان در بخشی از یادداشتش نوشت: «من فراتر از این مردم نیستم و هر جا آنان می‌توانند حضور داشته‌باشند، چنانچه لازم باشد من هم خواهم بود.»